# Piotr Pastusiak
Piotr Pastusiak (Polonia, 5 de junio de 1976) es un árbitro de baloncesto polaco de la FIBA.

## Trayectoria
Empezó a arbitrar en 1994 hasta llegar a dirigir partidos en la Liga Polaca en el año 2004, y en 2010 se convirtió en árbitro FIBA y a dirigir partidos de la Euroliga en 2013. Algunos de los torneos que ha dirigido son:
- Final 8 Euroleague Women (Jekaterynburg 2013)
- Campeonato Europeo de Baloncesto Femenino de 2013
- Campeonato Mundial de Baloncesto Sub-19 de 2015
- Final de la Eurocup 2005-06
- Final a 4 de la Euroliga 2015-16
- Juegos Olímpicos de Río de Janeiro 2016[3]

## Temporadas
| Categoría        | País    | Año               |
| ---------------- | ------- | ----------------- |
| Categorías bases | Polonia | 1994 - 2004       |
| Liga Polaca      | Polonia | 2004 - Actualidad |
| FIBA             | Mundo   | 2010 - Actualidad |
| Euroliga         | Europa  | 2013 - Actualidad |